# Сантері Вяянянен
Сантері Лееві Олівер Вяянянен (фін. Santeri Leevi Oliver Väänänen, нар. 1 січня 2002, Гельсінкі, Фінляндія) — фінський футболіст, півзахисник норвезького клубу «Русенборг» та національної збірної Фінляндії.

## Ігрова кар'єра

### Клубна
Сантері Вяянянен народився у гельсінкі і починав займатися футболом у столичних спортивних школах. Пізніше він приєднався до системи столичного клубу ГІК, де з 2009 року грав у молодіжній команді. У жовтні 2018 року у свої неповні 17 років Вяянянен дебютував у першій команді ГІКа у чемпіонаті Фінляндії. Паралельно з цим продовжуючи грати у дублюючому складі ГІКа «Клубі 04» у другому дивізіоні.
У червні 2019 року футболіст продовжив контракт з клубом до кінця 2021 року. Але через травму стати повноцінним гравцем основи Вяянянен зміг стати лише у 2022 році. За часи виступи у складі столичного клубу Сантері вигравав чемпіонат Фінляндії та національний Кубок. Також брав участь у матчах Ліги конференцій та у груповому раунді Ліги Європи у сезоні 2022/23.
У грудні 2022 року Вяянянен підписав контракт з норвезьким клубом «Русенборг», який вступав в дію у січні 2023 року. Першу гру в новій команді футболіст провів 12 березня у рамках Кубка Норвегії.

### Збірна
9 січня 2023 року у товариському матчі проти Швеції Сантері Вяянянен дебютував у складі національної збірної Фінляндії.

## Титули
ГІК
 Чемпіон Фінляндії (4): 2018, 2020, 2021, 2022
 Переможець Кубка Фінляндії: 2020